# سحلية مكسيكية عمياء
السحلية المكسيكية العمياء (الاسم العلمي: Anelytropsis) هي نوع من السحليات العديمة الأرجل يتبع فصيلة النوقصيات، وهو النوع الوحيد الذي يتبع جنس Anelytropsis. موطنه المكسيك. إنه يبدو مثل السحلية الدودية، لكنهما في الواقع تربطهما علاقة ضعيفة.